# Jon Manteca
Jon Manteca Cabañes, más conocido como el Cojo Manteca (Mondragón, Guipúzcoa, 9 de septiembre de 1967-Orihuela, Alicante, 25 de mayo de 1996), fue un punk y vagabundo sin hogar convertido en icono mediático de finales de los años ochenta en España a raíz de fotografías y vídeos que le mostraban destrozando mobiliario urbano en una manifestación de estudiantes el 23 de enero de 1987 en la ciudad de Madrid con una de sus muletas, que llevaba para compensar su pierna amputada.

## Biografía
Jon Manteca nació en Mondragón (Guipúzcoa) en 1967. Vivió desde niño en Vitoria en el barrio de Sansomendi.Cuando tenía 16 años, 26 de enero de 1983, una descarga eléctrica le hizo caer de una torre de alta tensión a la que se había encaramado. A causa de las heridas producidas por la descarga y la caída perdió una pierna y sufrió importantes daños en la cabeza, que desde entonces mostraría una gran cicatriz que le cruzaba de lado a lado.
El 23 de enero de 1987, estaba recién llegado a Madrid, mendigando, cuando se cruzó casualmente con una de las muchas manifestaciones estudiantiles que por aquel entonces recorrían la ciudad. En esa ocasión el escenario era la confluencia de la calle de Alcalá y Gran Vía, donde se encuentra el Ministerio de Educación, y la manifestación fue de una inusitada violencia. La policía llegó a realizar disparos que alcanzaron a una manifestante, María Luisa Prado Berenguer, de 15 años de edad. La joven se recuperó posteriormente, pero no fue indemnizada y nadie fue condenado por no poder probar sus hechos. Jon Manteca, contagiado por lo violento del ambiente, según explicaría más tarde, utilizó una de las muletas en las que se apoyaba al caminar para romper el letrero de la estación de metro de Banco de España y un reloj−termómetro frente al Banco de España, y en esa actitud fue captado por las cámaras de la Agencia EFE. Algo muy comentado por algunos manifestantes, y no por la prensa, era el asombro que causaba la extraordinaria velocidad a la que se desplazaba, con solo una pierna y las muletas, para huir de las cargas policiales.
La fotografía recorrió las portadas de diarios nacionales y extranjeros debido a lo pintoresco del personaje (estética punk, mutilación, cicatrices, violencia), y en poco tiempo acabó siendo convertida por los medios de comunicación en símbolo de las movilizaciones estudiantiles, a pesar de que Jon Manteca no era estudiante ni tenía más relación con todo aquello que el hecho de haberse encontrado fortuitamente con una manifestación en el centro de la ciudad. Fue portada del Herald Tribune el 17 de febrero de 1987. Es mencionado en una noticia del The New York Times del 16 de febrero de ese año.
Jon Manteca fue identificado días más tarde en Sevilla y pasó un breve período en prisión. También fue detenido por escándalo público en Valencia el 12 de marzo de 1987 al insultar a la Virgen de los Desamparados en su basílica, lo que le llevó a cumplir una condena de 120 días en la prisión de Valencia. En agosto de 1987, mientras se encontraba en Bilbao, un grupo de personas quiso arrojarlo a la ría por realizar gestos obscenos a la banda municipal mientras esta actuaba pero un grupo de personas lo evitó y finalmente fue detenido.
Algunos sociólogos quisieron ver en él a un símbolo de la juventud y de determinados problemas o actitudes específicos de la misma (violencia, desencanto, falta de respeto, estética, etc.). "El Cojo Manteca" fue entrevistado por varios medios de comunicación y suscitó cierto interés durante un tiempo hasta caer finalmente en el olvido.
Con respecto a la huelga, el entonces ministro de Educación, José María Maravall, dialogó con el sindicato y accedió a algunas de sus peticiones. Maravall terminaría dimitiendo en 1988.
Falleció  el 25 de mayo de 1996 a los 28 años en el hospital Vega Baja de Orihuela (Alicante), víctima del sida. Fue incinerado en Torrevieja.